# ألفرد نورتن جولدسميث
ألفرد نورتن جولدسميث (بالإنجليزية: Alfred Norton Goldsmith)‏ هو مهندس أمريكي، ولد في 15 سبتمبر 1888، وتوفي في 2 يوليو 1974.